# Vitanovići Gornji
Vitanovići Gornji är ett samhälle i Bosnien och Hercegovina.   Det ligger i distriktet Brčko, i den nordöstra delen av landet, 110 km norr om huvudstaden Sarajevo. Vitanovići Gornji ligger 102 meter över havet och antalet invånare är 286.
Terrängen runt Vitanovići Gornji är platt, och sluttar norrut. Runt Vitanovići Gornji är det ganska tätbefolkat, med 185 invånare per kvadratkilometer.. Närmaste större samhälle är Brčko, 11,0 km öster om Vitanovići Gornji. 
Trakten runt Vitanovići Gornji består till största delen av jordbruksmark.